# هوغو سانشيز بونيلا
هوغو سانشيز بونيلا (بالإسبانية: Hugo Sánchez Bonilla)‏ هو رسام كوستاريكي، ولد في 1 فبراير 1940.